# Сардан (Росія)
Сарда́н (рос. Сардан) — пристанційне селище в Можгинському районі Удмуртії, Росія.
Урбаноніми:
- вулиці — Березова, Зелена, Комунальна, Лісова, Лучна, Молодіжна, Радянська, Свободи, Союзна
- заїзди — Лікарняний
- проїзди — Спортивний

## Населення
Населення — 659 осіб (2010; 865 в 2002).
Національний склад станом на 2002 рік:
- росіяни — 62 %
- удмурти — 31 %

## Відомі люди
В селищі народився Байбородов Іван Петрович, учасник Другої світової війни, повний кавалер ордена Слави.